# قدس منیر جهانبانی
قدس منیر جهانبانی سیاست‌مدار ایرانی بود، که در دوره بیست و چهارم مجلس شورای ملی به عنوان نماینده شیراز از استان فارس در مجلس شورای ملی حضور داشت. قدس منیر جهانبانی ۲۷ تیرماه ۱۴۰۴ خورشیدی درگذشت. 